# Jukka Rasilainen
Jukka Rasilainen, född 18 februari 1959 i Helsingfors, är en finländsk och tysk operasångare (baryton).
Efter studier i Italien samt vid Sibelius-Akademin 1982–1985 och i Zürich 1985–1986 var Rasilainen engagerad vid operorna i Dortmund och Krefeld-Mönchengladbach. Sedan 1993 har han verkat som frilans, med talrika framträdanden vid operorna i Dresden, Wien, Berlin och London samt vid operafestspelen i Nyslott. Hans glansroll är titelrollen i Wagners Den flygande holländaren, som han utfört i åtskilliga produktioner; han har även framträtt som Wotan i Wagners tetralogi Der Ring des Niebelungen. Han har också utfört Mozartroller som Don Giovanni och Figaro samt framträtt i operor av Strauss och Puccini.  
Rasilainen bor i Tyskland och har erhållit tyskt medborgarskap.

### Uppslagsverk
- Dahlström, Fabian: Rasilainen, Jukka i Uppslagsverket Finland (webbupplaga, 2012). CC-BY-SA 4.0